# Driebladvaleriaan
Driebladvaleriaan (Valeriana tripteris) is een kruidachtige soort uit het geslacht valeriaan (Valeriana).

## Ecologie
Driebladvaleriaan is een kalkminnende rotsplant. De soort groeit vooral in beschaduwde rotsvegetaties en soms ook in muurvegetaties.

### Syntaxonomie
Driebladvaleriaan staat te boek als kensoort voor de muurvaren-klasse (Asplenietea).

## Verspreiding
Het natuurlijke verspreidingsgebied van driebladvaleriaan strekt zich uit over Spanje, Frankrijk, Zwitserland, Italië, Oostenrijk, Duitsland, Polen, Tsjechië, Slowakije, Hongarije, Slovenië, Kroatië, Bosnië en Herzegovina, Servië, Noord-Macedonië, Griekenland, Bulgarije, Roemenië en Oekraïne.